# John Collison

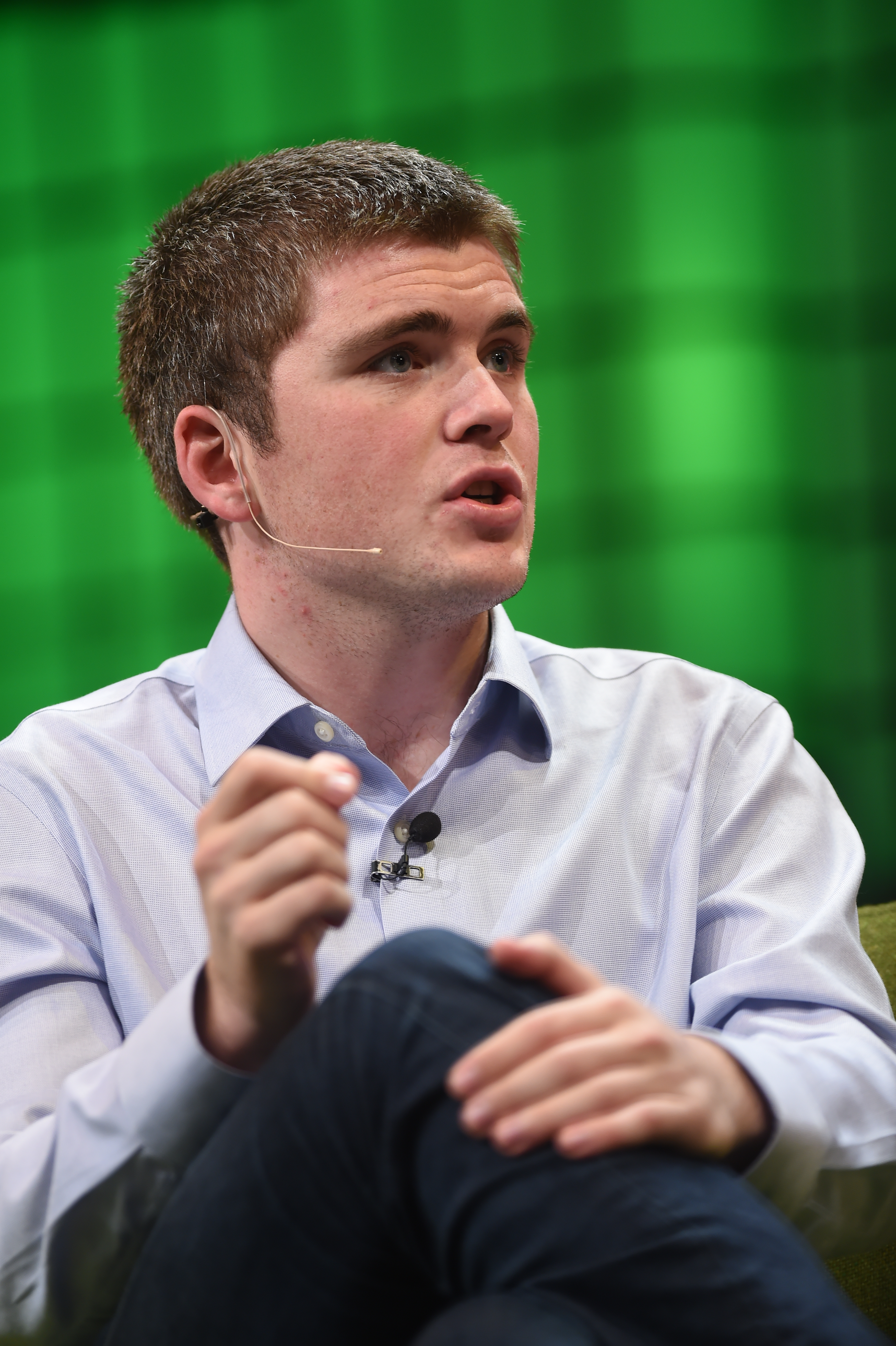
John Collison (2014)

John Collison (* 6. August 1990 in Dromineer) ist ein irischer Unternehmer. Er ist Mitbegründer und Präsident von Stripe, das er 2010 zusammen mit seinem Bruder Patrick gegründet hat. Collison war im Jahr 2016 der jüngste Selfmade-Milliardär. Von Forbes wurde sein Vermögen im Mai 2025 auf 10,1 Milliarden US-Dollar geschätzt.

## Laufbahn
Patrick Collison wurde 1990 als Sohn der Mikrobiologin Lily und des Elektronikingenieurs Denis Collison geboren und wuchs mit seinen Brüdern in dem kleinen Dorf Dromineer im County Tipperary auf.
2007 gründete Collison zusammen mit seinem älteren Bruder Patrick das Softwareunternehmen Shuppa in Limerick. Das Unternehmen wurde später zu Auctomatic und die Collisons zogen ins Silicon Valley. Auctomatic wurde im März 2008, als Collison 17 Jahre alt war, für 5 Millionen Dollar verkauft, was beide Brüder zu Millionären machte.
John Collison besuchte das Castletroy College in Irland und studierte später an der Harvard University und am MIT. Er brach das Studium jedoch ab, um sich Vollzeit dem von ihm 2010 mit seinem Bruder Patrick gegründeten Zahlungsunternehmen Stripe zu widmen.
Im November 2016 wurden die Collison-Brüder zu den jüngsten Selfmade-Milliardären der Welt mit einem Vermögen von mindestens 1,1 Milliarden Dollar, nachdem eine Investition von CapitalG und General Catalyst in Stripe das Unternehmen mit 9,2 Milliarden Dollar bewertet hatte.